# دهستان بلده شرقی
بلده شرقی، دهستانی است از توابع بخش خرم‌آباد شهرستان تنکابن در استان مازندران کشور ایران میباشد.

## روستاها[۴]
۱ـ پسکلایه بزرگ ۲ـ منصورآباد (شاقوزکتی) ۳ـ اکبرآباد ۴ـ پلهم‌دشت ۵ـ کراتکله ۶ـ کرف ۷ـ برسبور ۸ـ شیرج‌خیل ۹ـ آبکوله‌سر بزرگ ۱۰ـ گیل محله ۱۱ـ لشگرک ۱۲ـ میانکوه محله ۱۳ـ بهکله ۱۴ـ تازه‌آباد ۱۵ـ شیرج‌محله بزرگ ۱۶ـ همشبور ۱۷ـ امیرآباد ۱۸ـ نعمت‌آباد ۱۹ـ عزیزآباد ۲۰ـ مازوبن سفلی ۲۱ـ کنارور ۲۲ـ شانه‌تراش‌محله ۲۳ـ وربن ۲۴ـ توت باغ

## جمعیت
دهستان بلده شرقی در بخش خرم‌آباد واقع شده و بر اساس سرشماری مرکز آمار ایران در سال ۱۳۹۵ جمعیت مجموع روستاهای این دهستان برابر با ۱۲٫۱۸۴ نفر (۴۱۱۹ خانوار) می‌باشد.